# Michael Krassner
Michael Krassner (* 1971) ist ein US-amerikanischer Musiker und Komponist.

## Karriere
Krassner gründete 1991 die Gruppe Boxhead Ensemble, um die Musik für den Dokumentarfilm The Original Pantry Cafe von Braden King und Larry Stuckey einzuspielen. Später schuf die Gruppe auch die Musik für den Dokumentarfilm Dutch Harbor. Mit diesem tourte sie durch die USA und Europa und begleitete die Aufführungen mit Life-Improvisationen. Krassner nahm mit dem Ensemble mehrere Alben und die Musik zu mehreren weiteren Dokumentar- und auch Spielfilmen auf. 1999 veröffentlichte er das Soloalbum Michael Krassner. Später gründete er die Gruppe The Lofty Pillars, deren Debütalbum When We Were Lost 2000 erschien. Als Sideman arbeitete er u. a. mit Edith Frost, Califone, Adam Ostrar und Simon Joyner zusammen. Als Ingenieur und Produzent war er an hunderten Produktionen beteiligt.

## Diskographie
- Pepsi Generation X, 1995
- Dutch Harbor: Where the Sea Breaks Its Back, 1997
- Michael Krasser (mit Wil Hendricks), 1999
- Side-Specific (Fred Lonberg-Holm), 1999
- The Christine EP (Simon Joyner), 1999
- The Lousy Dance (Simon Joyner), 1999
- Rollover (Manishevitz), 2000
- When We Were Lost (The Lofty Pillars), 2000
- Amsterdam (The Lofty Pillars), 2001
- Get Here (Matt Marque), 2001
- Hard Again (Scott Tuma), 2001
- Hotel Lives (Simon Joyner), 2001
- Moth (mit Mick Turner), 2002
- Where Leaves Block the Sun (Bevel), 2002
- Blue Melody: Live From the South (Simon Joyner), 2002
- City Live (Manishevitz), 2002
- Loneliness Knows My Name (Patrick Park), 2003
- Privilege of Your Company (Kitten for Christian), 2003
- Quartets (Boxhead Ensemble), 2003
- Down the Puppet Strings, Marionettes (Bevel), 2004
- Heron King Blues (Califone), 2004
- Kristin Mooney (Kristin Mooney), 2004
- Lost with the Lights On (Simon Joyner), 2004
- Hard Times Are in Fashion (Koufax), 2005
- I Wish You Would Come Home Already (Angeles Drake), 2005
- Nocturnes (Boxhead Ensemble), 2006
- Skeleton Blues (Simon Joyner), 2006
- Phoenician Terrane (Bevel), 2007
- Out into the Snow (Simon Joyner), 2009
- Stitches (Califone), 2013
- Step Into the Earthquake (Simon Joyner), 2017
- Pocket Moon (Simon Joyner), 2019
- Echo Mine (Califone), 2020

## Filmmusiken
- The Original Pantry Cafe
- Two Brothers
- Quartet
- Ancient Music
- Nocturnes
- John Hyams: Universal Soldier: Regeneration, 2009
- Kate Raisz: People of the Seal, 2009
- Braden King: Here, 2011
- John Hyams: Dragon Eyes, 2012
- John Hyams: Universal Soldier: Day of Reckoning, 2012
- Braden King: The Evening Hour, 2020
- Michael James Beck, Star Rosencrans: Feather and Pine, 2020